# Guziel Jachina
Guziel Szamiliewna Jachina (ur. 1 czerwca 1977 w Kazaniu) – rosyjska pisarka, autorka powieści o rozkułaczaniu w latach 30. XX wieku „Zulejka otwiera oczy”, laureatka nagrody „Wielka Księga” (Большая Книга) i „Jasna Polana” (Ясная Поляна).

## Życiorys
Urodziła się w Kazaniu, ukończyła studia na wydziale języków obcych Kazańskiego Państwowego Instytutu Pedagogicznego; od 1999 roku mieszka w Moskwie, pracowała w branży PR, reklamy, marketingu. Ukończyła wydział scenariuszy Moskiewskiej Szkoły Filmowej (2015). Publikowała w czasopismach „Newa”, „Oktiabr'”. W czasopiśmie „Syberyjskie światła” ukazały się fragmenty jej debiutanckiej powieści „Zulejka otwiera oczy”. Po nieudanych próbach samodzielnego znalezienia wydawcy powieści przypadkowo spotkała właścicielkę agencji literackiej Elkost Jelienę Kostiuchowicz – w rezultacie za pośrednictwem tej agencji książka ujrzała światło dzienne i okazała się sukcesem.
W lutym 2016 r. agencja TASS poinformowała, że powieść zostanie przetłumaczona na 16 języków świata.